# Rasanalu
Rasanalu – gaun wikas samiti w środkowej części Nepalu w strefie Dźanakpur w dystrykcie Ramechhap. Według nepalskiego spisu powszechnego z 2001 roku liczył on 945 gospodarstw domowych i 4563 mieszkańców (2386 kobiet i 2177 mężczyzn).